# Włodzice Wielkie
Włodzice Wielkie est une localité polonaise de la gmina et du powiat de Lwówek Śląski en voïvodie de Basse-Silésie.